# Fatma Elbendary
Fatma Elbendary (née le 14 août 1994), est une athlète égyptienne, spécialiste du saut à la perche. 

## Biographie
Elle remporte la médaille d'argent du concours de saut à la perche des Jeux africains de 2019, organisés à Rabat,. Par la même occasion, elle s'empare du record national de la discipline. 

## Palmarès
| Date | Compétition            | Lieu  | Résultat | Épreuve          | Marque |
| ---- | ---------------------- | ----- | -------- | ---------------- | ------ |
| 2018 | Championnats d'Afrique | Asaba | 4e       | Saut à la perche | 3,80 m |
| 2019 | Jeux africains         | Rabat | 2e       | Saut à la perche | 4,10 m |

## Records
| Épreuve          | Épreuve   | Marque      | Lieu  | Date         |
| ---------------- | --------- | ----------- | ----- | ------------ |
| Saut à la perche | Plein air | 4,10 m (NR) | Rabat | 27 août 2019 |